# أوليفييه بلانشار
أوليفييه بلانشارد (بالفرنسية: Olivier Blanchard) (و. 1948 – م) هو عالم اقتصاد، من فرنسا، ولد في أميان، هو عضوٌ في الأكاديمية الأمريكية للفنون والعلوم.

## التعليم
تعلم في معهد ماساتشوست للتكنولوجيا، وجامعة باريس دوفين، والكلية العليا للتجارة في باريس.

## مناصب وهيئات
أدار جامعة هارفارد، ومعهد ماساتشوست للتكنولوجيا.